# Веснини
Ве́сніни (рос. Веснины) — присілок у складі Котельницького району Кіровської області, Росія. Входить до складу Котельницького сільського поселення.
Населення становить 59 осіб (2010, 73 у 2002).
Національний склад станом на 2002 рік — росіяни 95 %.